# مالت (خوراکی)

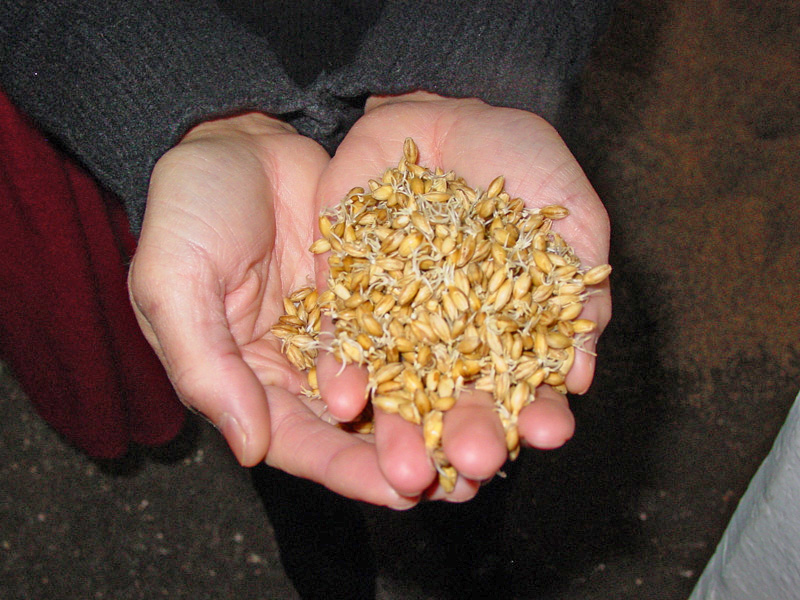
جوانه جو

عصاره جوانه که تاریخچه آن در دنیا به ساخت سمنو توسط ایرانیان باز میگردد، میان عامه برخی به آن مالت هم میگویند. به‌صورت کوتاه عصاره جوانه از گرفتن قند نشاسته دانه‌های جوانه زده غلات مانند گندم، جو، جو دوسر و برنج به‌دست می‌آید. 
عصاره جوانه به جوانه دانه‌های غلات گفته می‌شود که در طی یک روند مشخص خشک شده‌اند. دانه‌ها خشک شده پس از خیسانده شدن در آب شروع به جوانه زدن می‌کنند، پس از اینکه ریشه‌های دانه بیرون زده و به حدود ۱ سانتی‌متر رسیدند رشد جوانه‌ها را با حرارت دادن از طریق هوای گرم متوقف می‌کنند. در طی این مراحل نشاسته دانه توسط آنزیم‌ها به قندهای ساده‌تر تبدیل می‌شوند.
فرایند عصاره گیری جوانه اغلب برای تهیه و فروش عصاره جوانه به‌صورت مایع تغلیظ شده و همچنین خاکه برای استفاده در صنایع غذایی و درمانی مانند نان و شیرینی و جایگزین‌هایی برای قند و عسل کاربرد دارد. همچنین درایران برای ساخت سمنو و همچنین برای نوشیدنی ماءالشعیر موارد استفاده دیگر آن است. 